# Ministère des Affaires économiques et des Communications
Pour les articles homonymes, voir Ministère des Affaires économiques et Ministère de l'Économie et des Finances.
Le ministère des Affaires économiques et des Communications (estonien : Majandus- ja Kommunikatsiooniministeerium) est un ministère de la république d'Estonie. 

## Mission
Le ministère des Affaires économiques et des Communications élabore et met en œuvre la politique économique et les plans de développement économique de l'État dans les domaines suivants:
- Construction et logement
- Énergie
- Société de l'information
- Développement économique et entrepreneuriat
- Transports
- Tourisme
- Marché intérieur de l'Union européenne
- Commerce extérieur

## Organisation
Son siège est au Ministeeriumite ühishoone, Suur-Ameerika 1 à Tallinn.